# Championnats du monde d'athlétisme en salle 2022
Ne doit pas être confondu avec Championnats du monde d'athlétisme 2022.
Navigation
- 1985
- 1987
- 1989
- 1991
- 1993
- 1995
- 1997
- 1999
- 2001
- 2003
- 2004
- 2006
- 2008
- 2010
- 2012
- 2014
- 2016
- 2018
- 2022
- 2024
- 2025

Les 18es championnats du monde d'athlétisme en salle (en anglais, 2022 World Athletics Indoor Championships) se déroulent du 18 au 20 mars 2022 à Belgrade, en Serbie, au sein de la Štark Arena.

## Organisation

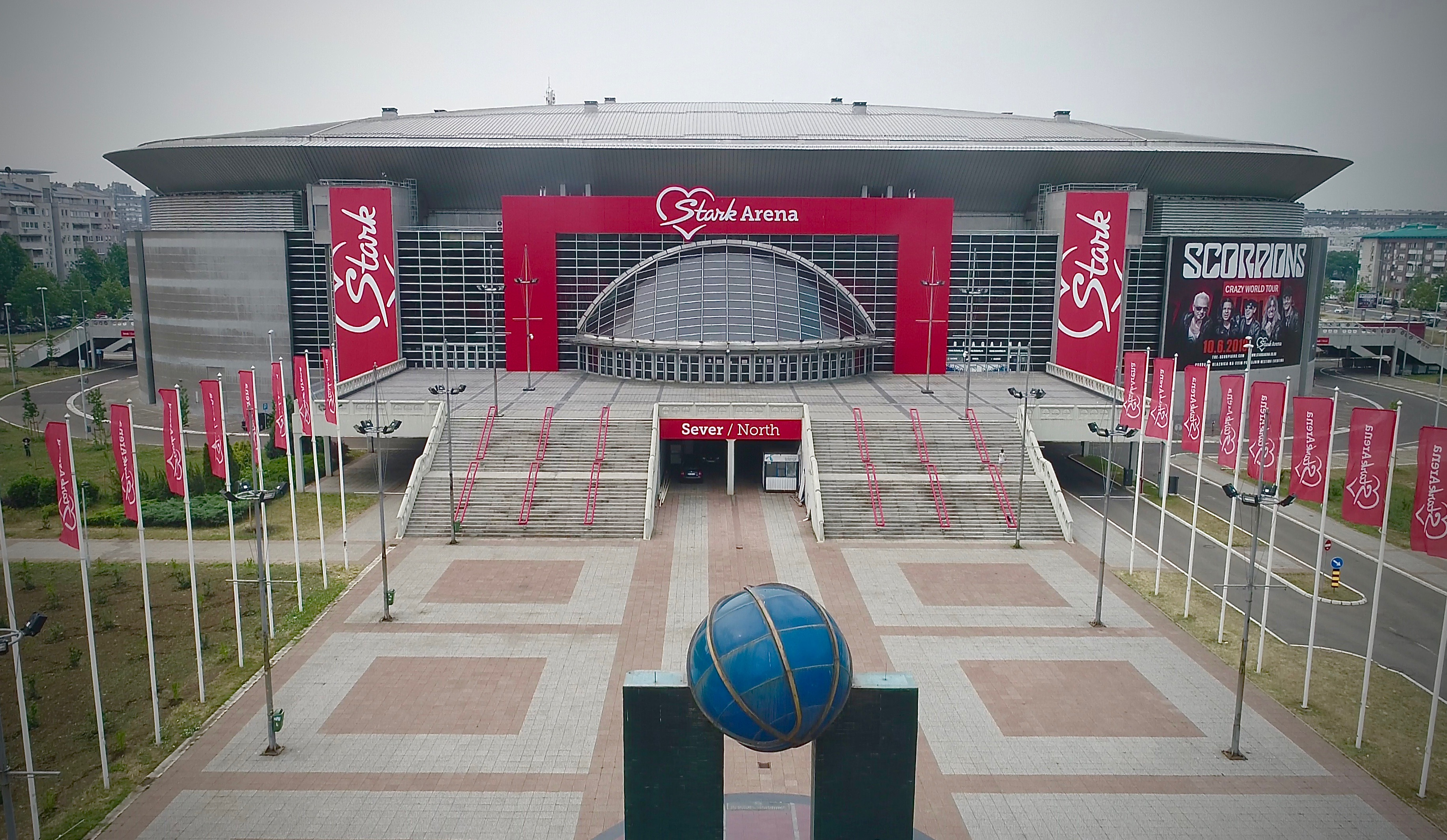
La Štark Arena de Belgrade.

### Processus de sélection
Belgrade obtient l'organisation de ces championnats le 22 novembre 2019 à l'occasion du congrès de World Athletics tenu à Monaco.
Cette 18e édition était prévue initialement en 2020 à Nankin (Chine) mais les dates et les villes d'attribution ont changé à cause de la pandémie de Covid-19 et finalement, après deux reports, Il y aura bien des mondiaux à Nankin mais en mars 2023 pour leur 19e édition,.

### Site des compétitions
Les épreuves se disputent au sein de la Štark Arena qui a déjà accueilli les Championnats d'Europe en salle 2017.

### Calendrier
| S | Séries | ½ | Demi-finale | F | Finale |

| Date →           | Ven 18 | Ven 18 | Ven 18 | Ven 18 | Sam 19 | Sam 19 | Sam 19 | Sam 19 | Dim 20 | Dim 20 | Dim 20 | Dim 20 |
| Épreuve ↓        | M      | M      | A      | A      | M      | M      | A      | A      | M      | M      | A      | A      |
| ---------------- | ------ | ------ | ------ | ------ | ------ | ------ | ------ | ------ | ------ | ------ | ------ | ------ |
| 60 m             |        |        |        |        | S      | S      | ½      | F      |        |        |        |        |
| 400 m            | S      | S      | ½      | ½      |        |        | F      | F      |        |        |        |        |
| 800 m            | S      | S      |        |        |        |        | F      | F      |        |        |        |        |
| 1 500 m          |        |        |        |        | S      | S      |        |        |        |        | F      | F      |
| 3 000 m          | S      | S      |        |        |        |        |        |        | F      | F      |        |        |
| 60 m haies       |        |        |        |        |        |        |        |        | S      | S      | ½      | F      |
| 4 × 400 m        |        |        |        |        |        |        |        |        | S      | S      | F      | F      |
| Saut en hauteur  |        |        |        |        |        |        |        |        | F      | F      |        |        |
| Saut à la perche |        |        |        |        |        |        |        |        |        |        | F      | F      |
| Saut en longueur |        |        | F      | F      |        |        |        |        |        |        |        |        |
| Triple saut      | F      | F      |        |        |        |        |        |        |        |        |        |        |
| Lancer du poids  |        |        |        |        |        |        | F      | F      |        |        |        |        |
| Heptathlon       | F      | F      | F      | F      | F      | F      | F      | F      |        |        |        |        |

| Date →           | Ven 18 | Ven 18 | Ven 18 | Ven 18 | Sam 19 | Sam 19 | Sam 19 | Sam 19 | Dim 20 | Dim 20 | Dim 20 | Dim 20 |
| Épreuve ↓        | M      | M      | A      | A      | M      | M      | A      | A      | M      | M      | A      | A      |
| ---------------- | ------ | ------ | ------ | ------ | ------ | ------ | ------ | ------ | ------ | ------ | ------ | ------ |
| 60 m             | S      | S      | ½      | F      |        |        |        |        |        |        |        |        |
| 400 m            | S      | S      | ½      | ½      |        |        | F      | F      |        |        |        |        |
| 800 m            |        |        |        |        | S      | S      |        |        |        |        | F      | F      |
| 1 500 m          | S      | S      |        |        |        |        | F      | F      |        |        |        |        |
| 3 000 m          |        |        | F      | F      |        |        |        |        |        |        |        |        |
| 60 m haies       |        |        |        |        | S      | S      | ½      | F      |        |        |        |        |
| 4 × 400 m        |        |        |        |        |        |        |        |        | S      | S      | F      | F      |
| Saut en hauteur  |        |        |        |        | F      | F      |        |        |        |        |        |        |
| Saut à la perche |        |        |        |        |        |        | F      | F      |        |        |        |        |
| Saut en longueur |        |        |        |        |        |        |        |        |        |        | F      | F      |
| Triple saut      |        |        |        |        |        |        |        |        | F      | F      |        |        |
| Lancer du poids  |        |        | F      | F      |        |        |        |        |        |        |        |        |
| Pentathlon       | F      | F      | F      | F      |        |        |        |        |        |        |        |        |

## Minima de qualification
| Épreuve                 | Hommes             | Hommes             | Hommes             | Femmes             | Femmes             | Femmes             | Quota        |
| Épreuve                 | En salle           | En plein air       | En plein air       | En salle           | En plein air       | En plein air       |              |
| ----------------------- | ------------------ | ------------------ | ------------------ | ------------------ | ------------------ | ------------------ | ------------ |
| 60 mètres               | 6 s 63             | 10 s 10            | 100 m              | 7 s 30             | 11 s 15            | 100 m              | 56           |
| 400 mètres              | 46 s 50            | 45 s 00            |                    | 52 s 90            | 51 s 00            |                    | 30           |
| 800 mètres              | 1 min 46 s 70      | 1 min 44 s 00      |                    | 2 min 01 s 50      | 1 min 58 s 00      |                    | 18           |
| 1 500 mètres            | 3 min 39 s 00      | 3 min 33 s 00      | 1 500 m            | 4 min 09 s 00      | 4 min 02 s 00      | 1 500 m            | 18           |
| 1 500 mètres            | 3 min 39 s 00      | 3 min 55 s 00      | Mile               | 4 min 09 s 00      | 4 min 28 s 50      | Mile               |              |
| 3 000 mètres            | 7 min 50 s 00      | 7 min 40 s 00      | 3 000 m            | 8 min 49 s 00      | 8 min 30 s 00      | 3 000 m            | 24           |
| 3 000 mètres            | 7 min 50 s 00      | 13 min 10 s 00     | 5 000 m            | 8 min 49 s 00      | 14 min 50 s 00     | 5 000 m            |              |
| 60 mètres haies         | 7 s 72             | 13 s 40            | 110 m haies        | 8 s 16             | 12 s 85            | 100 m haies        | 48           |
| Saut en hauteur         | 2,34 m             | 2,34 m             | 2,34 m             | 1,97 m             | 1,97 m             | 1,97 m             | 12           |
| Saut à la perche        | 5,81 m             | 5,81 m             | 5,81 m             | 4,75 m             | 4,75 m             | 4,75 m             | 12           |
| Saut en longueur        | 8,22 m             | 8,22 m             | 8,22 m             | 6,80 m             | 6,80 m             | 6,80 m             | 16           |
| Triple saut             | 17,10 m            | 17,10 m            | 17,10 m            | 14,30 m            | 14,30 m            | 14,30 m            | 16           |
| Lancer du poids         | 21,10 m            | 21,10 m            | 21,10 m            | 18,30 m            | 18,30 m            | 18,30 m            | 16           |
| Relais 4 × 400 mètres   | Pas de minima      | Pas de minima      | Pas de minima      | Pas de minima      | Pas de minima      | Pas de minima      | À déterminer |
| Heptathlon / Pentathlon | 1 athlète par pays | 1 athlète par pays | 1 athlète par pays | 1 athlète par pays | 1 athlète par pays | 1 athlète par pays | 12           |

## Résultats

### Hommes
| Épreuves                 | Or | Argent                                                                            | Bronze |
| ------------------------ | --- | --------------------------------------------------------------------------------- | --- |
| 60 m Détails             | Marcell Jacobs 6 s 41 (WL, AR)                                                                                               | Christian Coleman 6 s 41 (WL)                                                     | Marvin Bracy 6 s 44 (PB) |
| 400 m Détails            | Jereem Richards 45 s 00 (CR)                                                                                                 | Trevor Bassitt 45 s 05 (PB)                                                       | Carl Bengtström 45 s 33 (NR) |
| 800 m Détails            | Mariano García 1 min 46 s 20                                                                                                 | Noah Kibet 1 min 46 s 35                                                          | Bryce Hoppel 1 min 46 s 51 |
| 1 500 m Détails          | Samuel Tefera 3 min 32 s 77 (CR)                                                                                             | Jakob Ingebrigtsen 3 min 33 s 02                                                  | Abel Kipsang 3 min 33 s 36 (SB) |
| 3 000 m Détails          | Selemon Barega 7 min 41 s 38                                                                                                 | Lamecha Girma 7 min 41 s 63                                                       | Marc Scott 7 min 42 s 02 (SB) |
| 60 m haies Détails       | Grant Holloway 7 s 39 | Pascal Martinot-Lagarde 7 s 50                                                    | Jarret Eaton 7 s 53 |
| 4 × 400 m Détails        | Belgique Julien Watrin Alexander Doom Jonathan Sacoor Kévin Borlée 3 min 6 s 52 (SB) Participation aux séries : Dylan Borlée | Espagne Bruno Hortelano Iñaki Cañal Manuel Guijarro Bernat Erta 3 min 6 s 82 (SB) | Pays-Bas Taymir Burnet Nick Smidt Terrence Agard Tony van Diepen 3 min 6 s 90 (SB) Participation aux séries : Isayah Boers Jochem Dobber |
| Saut en hauteur Détails  | Woo Sang-hyeok 2,34 m | Loïc Gasch 2,31 m (SB)                                                            | Gianmarco Tamberi 2,31 m (SB) |
| Saut en hauteur Détails  | Woo Sang-hyeok 2,34 m | Loïc Gasch 2,31 m (SB)                                                            | Hamish Kerr 2,31 m (NR) |
| Saut à la perche Détails | Armand Duplantis 6,20 m (WR)                                                                                                 | Thiago Braz da Silva 5,95 m (AR)                                                  | Chris Nilsen 5,90 m |
| Saut en longueur Détails | Miltiádis Tedóglou 8,55 m (WL)                                                                                               | Thobias Montler 8,38 m (NR)                                                       | Marquis Dendy 8,27 m (SB) |
| Triple saut Détails      | Lázaro Martínez 17,64 m (WL)                                                                                                 | Pedro Pichardo 17,46 m (NR)                                                       | Donald Scott 17,21 m (SB) |
| Lancer du poids Détails  | Darlan Romani 22,53 m (CR)                                                                                                   | Ryan Crouser 22,44 m                                                              | Tomas Walsh 22,31 m (AR) |
| Heptathlon Détails       | Damian Warner 6 489 pts (WL)                                                                                                 | Simon Ehammer 6 363 pts (NR)                                                      | Ashley Moloney 6 344 pts (AR) |

### Femmes
| Épreuves                 | Or | Argent | Bronze |
| ------------------------ | --- | --- | --- |
| 60 m Détails             | Mujinga Kambundji 6 s 96 (WL, NR) | Mikiah Brisco 6 s 99 (PB) | Marybeth Sant-Price 7 s 04 (PB) |
| 400 m Détails            | Shaunae Miller-Uibo 50 s 31 (SB) | Femke Bol 50 s 57 | Stephenie Ann McPherson 50 s 79 (NR) |
| 800 m Détails            | Ajeé Wilson 1 min 59 s 09 (SB) | Freweyni Hailu 2 min 0 s 54 (SB)                                                                                             | Halimah Nakaayi 2 min 0 s 66 |
| 1 500 m Détails          | Gudaf Tsegay 3 min 57 s 19 (CR) | Axumawit Embaye 4 min 2 s 29                                                                                                 | Hirut Meshesha 4 min 3 s 39 |
| 3 000 m Détails          | Lemlem Hailu 8 min 41 s 82 (SB) | Elinor Purrier St. Pierre 8 min 42 s 04                                                                                      | Ejgayehu Taye 8 min 42 s 23 |
| 60 m haies Détails       | Cyréna Samba-Mayela 7 s 78 (NR) | Devynne Charlton 7 s 81 (NR)                                                                                                 | Gabriele Cunningham 7 s 87 |
| 4 × 400 m Détails        | Jamaïque Junelle Bromfield Janieve Russell Roneisha McGregor Stephenie Ann McPherson 3 min 28 s 40 (SB) Participation aux séries : Tiffany James | Pays-Bas Lieke Klaver Eveline Saalberg Lisanne de Witte Femke Bol 3 min 28 s 57 (SB) Participation aux séries : Andrea Bouma | Pologne Natalia Kaczmarek Iga Baumgart-Witan Kinga Gacka Justyna Święty-Ersetic 3 min 28 s 59 (SB) Participation aux séries : Aleksandra Gaworska |
| Saut en hauteur Détails  | Yaroslava Mahuchikh 2,02 m (WL) | Eleanor Patterson 2,00 m (AR)                                                                                                | Nadezhda Dubovitskaya 1,98 m (AR) |
| Saut à la perche Détails | Sandi Morris 4,80 m (SB) | Katie Nageotte 4,75 m | Tina Šutej 4,75 m |
| Saut en longueur Détails | Ivana Vuleta 7,06 m (WL) | Ese Brume 6,85 m (SB) | Lorraine Ugen 6,82 m (SB) |
| Triple saut Détails      | Yulimar Rojas 15,74 m (WR) | Maryna Bekh-Romanchuk 14,74 m (PB)                                                                                           | Kimberly Williams 14,62 m (SB) |
| Lancer du poids Détails  | Auriol Dongmo 20,43 m (WL) | Chase Ealey 20,21 m (AR) | Jessica Schilder 19,48 m |
| Pentathlon Détails       | Noor Vidts 4 929 pts (WL, NR) | Adrianna Sułek 4 851 pts (NR)                                                                                                | Kendell Williams 4 680 pts |

## Tableau des médailles
Tabeau des médailles au 20 mars 2022.
| Rang | Nation            | Or | Argent | Bronze | Total |
| ---- | ----------------- | -- | ------ | ------ | ----- |
| 1    | Éthiopie          | 4  | 3      | 2      | 9     |
| 2    | États-Unis        | 3  | 7      | 9      | 19    |
| 3    | Belgique          | 2  | 0      | 0      | 2     |
| 4    | Suisse            | 1  | 2      | 0      | 3     |
| 5    | Suède             | 1  | 1      | 1      | 3     |
| 6    | Bahamas           | 1  | 1      | 0      | 2     |
| 6    | Brésil            | 1  | 1      | 0      | 2     |
| 6    | Espagne           | 1  | 1      | 0      | 2     |
| 6    | France            | 1  | 1      | 0      | 2     |
| 6    | Portugal          | 1  | 1      | 0      | 2     |
| 6    | Ukraine           | 1  | 1      | 0      | 2     |
| 12   | Jamaïque          | 1  | 0      | 2      | 3     |
| 13   | Italie            | 1  | 0      | 1      | 2     |
| 14   | Canada            | 1  | 0      | 0      | 1     |
| 14   | Corée du Sud      | 1  | 0      | 0      | 1     |
| 14   | Cuba              | 1  | 0      | 0      | 1     |
| 14   | Grèce             | 1  | 0      | 0      | 1     |
| 14   | Serbie            | 1  | 0      | 0      | 1     |
| 14   | Trinité-et-Tobago | 1  | 0      | 0      | 1     |
| 14   | Venezuela         | 1  | 0      | 0      | 1     |
| 21   | Pays-Bas          | 0  | 2      | 2      | 4     |
| 22   | Australie         | 0  | 1      | 1      | 2     |
| 22   | Kenya             | 0  | 1      | 1      | 2     |
| 22   | Pologne           | 0  | 1      | 1      | 2     |
| 25   | Nigeria           | 0  | 1      | 0      | 1     |
| 25   | Norvège           | 0  | 1      | 0      | 1     |
| 27   | Nouvelle-Zélande  | 0  | 0      | 2      | 2     |
| 27   | Royaume-Uni       | 0  | 0      | 2      | 2     |
| 29   | Slovénie          | 0  | 0      | 1      | 1     |
| 29   | Kazakhstan        | 0  | 0      | 1      | 1     |
| 29   | Ouganda           | 0  | 0      | 1      | 1     |
|      | TOTAL             | 26 | 26     | 27     | 79    |

## Records battus
- Record du monde :
  - 60 m haies masculin : 7 s 29 par Grant Holloway (record du monde égalé en demi-finales)
  - Saut à la perche masculin : 6,20 m par Armand Duplantis (record du monde)
  - Triple saut féminin : 15,74 m par Yulimar Rojas (record du monde).
- Record des championnats du monde :
  - 400 m masculin : 45 s 00 par Jereem Richards
  - 1 500 m masculin : 3 min 32 s 77 par Samuel Tefera
  - Lancer du poids masculin : 22,53 m par Darlan Romani
  - 1 500 m féminin : 3 min 57 s 19 par Gudaf Tsegay

## Légende
Records et Performances
- AR : Record continental (area record)
- CR : Record des championnats (championship record)
- MR : Record du meeting (meet record)
- NR : Record national (national record)
- OR : Record olympique (olympic record)
- PR : Record paralympique (paralympic record)
- PB : Record personnel (personal best)
- SB : Meilleure performance personnelle de la saison (season's best)
- WL : Meilleure performance mondiale de l'année (world leader)
- WJR : Record du monde junior (world junior record)
- WR : Record du monde (world record)

Circonstances et Conditions
- DNF : N'a pas terminé (did not finish)
- DNS : N'a pas pris le départ (did not start)
- DQ : Disqualification (disqualification)
- NM : Aucun essai valable enregistré (No Mark)
- Q : Qualifié « directement » au prochain tour (ou à la prochaine compétition), lors d'une compétition majeure, grâce au classement ou à la réalisation des minima (automatic qualifier)
- q : Qualifié au prochain tour (ou à la prochaine compétition), lors d'une compétition majeure, grâce au repêchage ou à la réalisation de l'une des meilleures performances parmi celles des « non qualifiés directement » (grâce au meilleur temps ou à la meilleure distance par exemple) (secondary qualifier)